# Makoto Matsuura
Makoto Matsuura (Asakura, 9 settembre 1986) è un'ex pallavolista giapponese.
Giocava nel ruolo di palleggiatrice.

## Carriera
La carriera di Makoto Matsuura inizia a livello scolastico, giocando prima per la squadra del suo liceo e poi per la Kaetsu University. Nella stagione 2009-10 fa il suo esordio da professionista, giocando in V.Challenge League con l'Astemo Rivale Ibaraki e ricevendo il premio di miglior esordiente.
Nella stagione seguente viene ingaggiata dalle NEC Red Rockets, con le quali gioca in V.Premier League: resta legata al club per quattro stagioni e, pur non vincendo alcun trofeo, nel 2011 fa il suo esordio nella nazionale giapponese vincendo la medaglia d'oro al Montreux Volley Masters 2011, per poi continuare a farne parte fino al 2013; si ritira al termine del campionato 2013-14.

## Palmarès

### Nazionale (competizioni minori)
- Montreux Volley Masters 2011

### Premi individuali
- 2010 - V.Challenge League giapponese: Miglior esordiente